# سن-ژرمن، کبک
سَن-ژِرمَن (به فرانسوی: Saint-Germain) قصبه‌ای در منطقه شهری کاموراسکا ناحیه با-سن-لوران در استان کبک کانادا است. در سرشماری سال ۲۰۱۱ این قصبه ۲۸۳ نفر جمعیت داشته‌است و مساحت آن ۲۶٫۷ کیلومتر مربع است.